# Wrocław Open
Il KGHM Dialog Polish Indoors è stato un torneo professionistico di tennis giocato sul cemento indoor, facente parte dell'ATP Challenger Tour. Si è giocato annualmente all'Hala Orbita di Breslavia in Polonia dal 2000 al 2017.

## Albo d'oro

### Singolare
| Anno       | Campione           | Finalista            | Punteggio        |
| ---------- | ------------------ | -------------------- | ---------------- |
| 2017       | Jürgen Melzer      | Michał Przysiężny    | 6–4, 6–3         |
| 2016       | Marco Chiudinelli  | Jan Hernych          | 6–3, 7–6(9)      |
| 2015       | Farrukh Dustov     | Mirza Bašić          | 6–3, 6–4         |
| 2014- 2010 | Non disputato      | Non disputato        | Non disputato    |
| 2009       | Michael Berrer     | Aleksandr Kudrjavcev | 6–3, 6–4         |
| 2008       | Kristof Vliegen    | Jürgen Melzer        | 6–4, 3–6, 6–3    |
| 2007       | Werner Eschauer    | Tomáš Zíb            | 5–7, 6–4, 6–4    |
| 2006       | Lukáš Dlouhý       | Tomáš Zíb            | 7–6(2), 2–6, 6–3 |
| 2005       | Robin Vik          | Michal Tabara        | 6–4, 6–3         |
| 2004       | Karol Beck         | Jan Hernych          | 6(4)–7, 6–2, 6–2 |
| 2003       | Karol Kučera       | Igor' Kunicyn        | 6–2, 6–1         |
| 2002       | Davide Sanguinetti | Antony Dupuis        | 6–3, 6–2         |
| 2001       | Axel Pretzsch      | Antony Dupuis        | 7–5, 7–6(1)      |
| 2000       | Martin Damm        | Gianluca Pozzi       | 4–6, 6–4, 6–3    |

### Doppio
| Anno        | Campiones                             | Finalisti                            | Punteggio           |
| ----------- | ------------------------------------- | ------------------------------------ | ------------------- |
| 2017        | Adil Shamasdin Andrėj Vasileŭski      | Michail Elgin Denys Molčanov         | 6–3, 3–6, [21–19]   |
| 2016        | Pierre-Hugues Herbert Albano Olivetti | Nikola Mektić Antonio Šančić         | 6–3, 7–6(4)         |
| 2015        | Philipp Petzschner Tim Pütz           | Frank Dancevic Andriej Kapaś         | 7–6(4), 6–3         |
| 2014 - 2010 | Non disputato                         | Non disputato                        | Non disputato       |
| 2009        | Sanchai Ratiwatana Sonchat Ratiwatana | Benedikt Dorsch Sam Warburg          | 6–4, 3–6, [10–8]    |
| 2008        | James Cerretani Lukáš Rosol (2)       | Werner Eschauer Jürgen Melzer        | 6(9)–7, 6–3, [10–7] |
| 2007        | Lukáš Rosol (1) Jan Vacek             | Michal Mertiňák Jean-Claude Scherrer | 7–5, 7–6(4)         |
| 2006        | Mariusz Fyrstenberg Marcin Matkowski  | Lukáš Dlouhý Pavel Šnobel            | 3–6, 6–1, [12–10]   |
| 2005        | Lukáš Dlouhý Martin Štěpánek          | Jason Marshall Huntley Montgomery    | 6–2, 5–7, 6–4       |
| 2004        | Dominik Hrbatý Michael Kohlmann       | Bartłomiej Dąbrowski Łukasz Kubot    | 7–5, 6–3            |
| 2003        | Petr Luxa David Škoch                 | Petr Pála Pavel Vízner               | 6–4, 6–4            |
| 2002        | Ben Elwood Stephen Huss               | Aleksandar Kitinov Johan Landsberg   | 6(3)–7, 7–5, 7–6(6) |
| 2001        | Wayne Black Jason Weir-Smith          | Julian Knowle Michael Kohlmann       | 6–3, 6–4            |
| 2000        | Petr Kovačka Pavel Kudrnáč            | Jocelyn Robichaud Kyle Spencer       | 3–6, 7–6, 6–4       |